# Du fond de l'abîme
Du fond de l'abîme (titre original : Killing Floor) est le premier roman de la série littéraire Jack Reacher de l'écrivain britannique Lee Child. Publié en 1997 par l'éditeur G. P. Putnam's Sons, le livre a reçu le prix Anthony et le prix Barry.
Premier roman où Jack Reacher est présent et écrit à la première personne, il comporte toutefois trois préquelles : Liste mortelle (en) (se déroulant huit ans avant Du fond de l'abîme et publié en 2004), Formation d'élite (en) (se déroulant un an avant Du fond de l'abîme ; publié en 2016), Mission confidentielle (en) (se déroulant six mois avant Du fond de l'abîme ; publié en 2011).
La première saison de la série télévisée Reacher (2022) est basée sur ce roman.
L'histoire se déroule dans la ville fictive de Margrave en Géorgie. Reacher va enquêter sur un trafic de faux-monnayage.